# Trajkovo
Trajkovo (bulgariska: Трайково) är ett distrikt i Bulgarien.   Det ligger i kommunen Obsjtina Lom och regionen Montana, i den nordvästra delen av landet, 120 km norr om huvudstaden Sofia.
Trakten runt Trajkovo består till största delen av jordbruksmark. Runt Trajkovo är det ganska glesbefolkat, med 27 invånare per kvadratkilometer.